# Euxoa conformis
Euxoa conformis là một loài bướm đêm trong họ Noctuidae.